# Dolus-le-Sec
Dolus-le-Sec település Franciaországban, Indre-et-Loire megyében. Lakosainak száma 657 fő (2022. január 1.). Dolus-le-Sec Azay-sur-Indre, Chambourg-sur-Indre, Chanceaux-près-Loches, Manthelan, Mouzay, Reignac-sur-Indre és Tauxigny-Saint-Bauld községekkel határos.

## Népesség
A település népességének változása:
| Lakosok száma | 562  | 437  | 507  | 625  | 670  | 668  | 671  | 673  | 670  | 657  |
|               | 1968 | 1982 | 1990 | 2006 | 2013 | 2015 | 2017 | 2019 | 2020 | 2022 |